# グレッグ・マダックス
グレゴリー・アラン・マダックス（Gregory Alan Maddux, 1966年4月14日 - ）は、アメリカ合衆国テキサス州サンアンジェロ出身の元プロ野球選手（投手）。ニックネームは「Mad Dog」、「The Professor」。現在はテキサス・レンジャーズのGM補佐とスペシャルアシスタントを務める。右投右打。
5歳上の実兄マイク・マダックスも元投手で、2023年現在、テキサス・レンジャーズで投手コーチを務めている。

## 経歴

### プロ入りまで
少年時代はアメリカ空軍のパイロットだった父の仕事の影響で、スペインのマドリードで一時期を過ごした。帰国後はネバダ州ラスベガスに移住。現地の高校に通いながら、兄マイクと共に元メジャーリーグスカウトのラスティ・メーダーから投球術を教わった。彼は兄弟にコントロールとボールに変化を加えることが速いボールを投げることより重要であると教え、ピンチの時こそ思い切り投げ込むのではなく丁寧に投げるべきだと説いた。グレッグはすぐにこれを理解し、将来に渡ってこの教えを大切にした。
マイクは1982年のMLBドラフトでフィラデルフィア・フィリーズから5巡目に指名を受けて入団し、自身も大学に進んで野球を続けることを考えていたが、思ったほどのスポーツ奨学金の申し出を得ることができなかった。高校時代に投手として優秀な成績を残したものの、大学のスカウトは彼の華奢な体格に不安を感じていた。しかし、シカゴ・カブスのスカウトであるダグ・マプソンは彼の才能を見抜き、スカウティングレポートの中で「体さえ出来上がれば球界ナンバーワンになれる」と太鼓判を押した。

### シカゴ・カブス
1984年のMLBドラフトでシカゴ・カブスから2巡目（全体31位）に指名を受け入団。1986年9月にセプテンバー・コールアップにより20歳の若さでメジャーに昇格し、9月3日のヒューストン・アストロズ戦でデビュー。シーズン最後の登板となった9月29日のフィリーズ戦では、同年デビューした兄マイクと史上初の新人兄弟同士の先発投手として投げ合い、勝利した。1987年はほぼ1年を通じてプレイしたが、6勝14敗、防御率5.61に終わる。1988年はディック・ポール投手コーチの助言もあって開幕から勝ち星を量産。5月10日のサンディエゴ・パドレス戦では延長10回を完封。5月22日から7月10日にかけて9連勝を記録するなど前半戦で15勝3敗、防御率2.14を記録し、自身初のオールスターゲームに球団史上最年少で選出されたが、登板機会はなかった。後半戦は3勝5敗、防御率4.92と調子を落としたが、18勝8敗、防御率3.18を記録した。
1989年はリーグ2位の19勝を記録し、チームの地区優勝に貢献。サンフランシスコ・ジャイアンツとのリーグチャンピオンシップシリーズでは第1戦と第4戦に登板したが、第1戦でウィル・クラークに満塁本塁打を浴びるなど不本意な投球で2敗を喫し、チームも1勝4敗で敗退した。サイ・ヤング賞の投票では3位に入った。1990年4月29日のフィリーズ戦でメジャー記録の1試合7刺殺を記録した。初のゴールドグラブ賞を受賞し、以後18回受賞する。
1992年は20勝11敗、防御率2.18、リーグ最多の268.0イニングの成績でトム・グラビンと並んで最多勝利のタイトルを獲得し、サイ・ヤング賞を初受賞。シーズン中に総額2850万ドルで契約延長を打診されたが拒否。オフの10月26日にフリーエージェントとなった。

### アトランタ・ブレーブス
ニューヨーク・ヤンキースからは総額3400万ドルのオファーがあったが、ワールドシリーズ出場の機会を求め、12月9日に5年総額2800万ドルでアトランタ・ブレーブスと契約。
移籍1年目の1993年は2年連続の20勝（10敗）、防御率2.36を記録し、最優秀防御率のタイトルを獲得。22勝のグラビン、18勝のスティーブ・エイベリー、15勝のジョン・スモルツと強力な先発ローテーションを形成し、チームは104勝を挙げて球団最多勝記録を更新して地区優勝。フィリーズとのリーグチャンピオンシップシリーズでは第2戦と第6戦の2試合に登板して1勝1敗だったがチームは2勝4敗で敗退した。オフに2年連続のサイ・ヤング賞を受賞。
1994年は、1994年から1995年のMLBストライキの影響でシーズンが打ち切りとなったが16勝6敗、防御率1.56、いずれもリーグトップの202.0イニング、10完投、3完封、WHIP0.90を記録し、最多勝利（ケン・ヒルと同数）・最優秀防御率の二冠を獲得。防御率は1970年以降ではドワイト・グッデンが1985年に記録した1.53に次いで2番目の記録である。サイ・ヤング賞を満票で受賞し、史上初の3年連続受賞となった。
1995年5月28日のヒューストン・アストロズ戦の8回にジェフ・バグウェルに本塁打を打たれノーヒットノーランを逃す。19勝2敗、防御率1.63を記録し、ウォルター・ジョンソン（1918年 - 1919年）以来となる2年連続で防御率1.70以下を記録。勝率もフィル・リーガンが1936年に.9330を記録した後で最高の.905を記録した。チームはワールドシリーズに進出し、レギュラーシーズン100勝のクリーブランド・インディアンスを破って自身初の、そして生涯唯一のワールドチャンピオンの栄冠を手にした。オフに4年連続4回目のサイ・ヤング賞を受賞し、2年連続の満票受賞はサンディ・コーファックス以来の快挙となった。
1996年5月3日のフィリーズ戦でベニート・サンティアゴにレギュラーシーズンでは初の満塁本塁打を喫した（ポストシーズンでは先述の通り、1989年のNLCSでクラークに打たれている）。15勝11敗、防御率2.72を記録し、球団史上初の先発投手として4年連続で防御率3.00未満を達成。1997年は7月22日のカブス戦では78球で完投勝利。8月10日に投手としては史上最高額となる5年総額5750万ドルで契約延長した。19勝4敗、防御率2.20の成績でサイ・ヤング賞の投票ではペドロ・マルティネスに次ぐ2位だった。1998年8月18日のジャイアンツ戦で通算200勝、9月8日のエクスポズ戦で通算2000奪三振を達成した。18勝9敗、防御率2.22、リーグ最多の5完封を記録。防御率は8月まで1点台を維持していたが、9月に調子を落とした。1999年はリーグ3位の19勝を記録したが、イニングを大きく上回るキャリアワーストの被安打258、防御率は3.57と前年より1点以上悪化して移籍後初の3点台となるなど、投球内容は良くなかった。
2000年は6月14日にジャック・モリスの持つ通算刺殺387の記録を更新。9月2日から28日かけてオーレル・ハーシュハイザーが1988年に59回連続無失点を記録して以降では2番目に長い39.1イニング連続無失点を記録。2001年は5月終了時点で4勝5敗だったが、6月から10連勝を記録し、6月20日から8月12日にかけて72.1イニング無四球で連続無四球のリーグ記録を更新。9月以降は4連敗で17勝11敗の成績でシーズンを終えた。2002年は16勝を記録し、サイ・ヤングに次いで史上2人目の15年連続15勝を達成したが199.1イニングに終わり、1988年以来14年続いた200イニングが途切れた。5年契約が満了した2003年は1475万ドルで1年契約を結ぶ。開幕から3試合で3敗、防御率11.05と絶不調だったが徐々に調子を上げ、最終的に16勝11敗、防御率3.96を記録し、史上初めて16年連続15勝を達成した。同年のゴールドグラブ賞はマイク・ハンプトンが受賞し連続受賞が13年で途切れた。オフの10月29日にフリーエージェントとなった。

### カブス復帰 - ドジャースにトレード

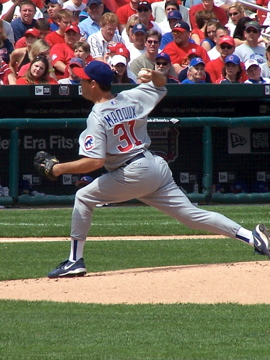
マダックスのピッチング（2006年）

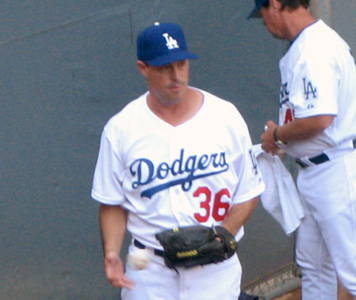
ブルペンでウォーミングアップ中のマダックス

2004年3月23日に古巣カブスと3年総額2400万ドルで契約した。8月7日のジャイアンツ戦で史上22人目の300勝を達成。16勝を記録し17年連続15勝以上を達成。2005年4月29日のアストロズ戦ではロジャー・クレメンスと対戦し、リーグでは113年ぶりとなる300勝投手同士の対戦となり、勝利した。7月26日のジャイアンツ戦で史上13人目の通算3000奪三振を達成。300勝&3000奪三振は史上9人目の快挙である。また1000四球以下での3000奪三振はファーガソン・ジェンキンスに次いで2人目の快挙である。13勝15敗で18年ぶりに負け越し、連続15勝以上の記録も17年で途切れた。
2006年は4月に5勝0敗、防御率1.35を記録したものの、5月から7月の間は4勝11敗、防御率5点台と不振に陥る。7月31日にシーザー・イズトゥリスとの交換トレードでロサンゼルス・ドジャースへ移籍。8月に3勝0敗、防御率2.37を記録するなど復調。9月30日は中3日で先発登板し、7回を投げ3安打2失点で勝利投手となった。7月末の時点でチームは地区最下位だったが、マダックス加入が投手陣安定の最大の要因となり、8月は21勝7敗、9月は16勝12敗の好成績でワイルドカードでプレイオフ進出の原動力となった。10月31日にFAとなった。

### サンディエゴ・パドレス
2006年12月13日にサンディエゴ・パドレスと1000万ドル（2008年はマダックス、球団双方にオプション）の1年契約を結んだ。
2007年8月24日のフィリーズ戦で10勝目を挙げ、史上初の20年連続2桁勝利を達成。7月28日から9月19日にかけて59.2イニング連続無四球を記録。これは2001年の72.1イニングに次いで自身2位、球団史上ランディ・ジョーンズの68イニング（1976年）に次いで歴代2位の記録だった。オフにジム・カートとブルックス・ロビンソンを上回る史上最多17回目のゴールドグラブ賞を受賞し、11月19日に球団が1000万ドルのオプションを行使し、残留が決まった。本人によると残留以外の選択肢は引退で、同年は楽しく過ごせ、引退する気になれなかったという。2008年5月10日のコロラド・ロッキーズ戦で史上9人目の通算350勝を達成。

### ドジャース復帰、現役引退
2008年8月19日に後日発表の2選手プラス金銭との交換トレードでドジャースに復帰。9月28日のジャイアンツ戦で通算355勝目を挙げ、通算勝利数において歴代単独8位となった。第二次世界大戦以降の投手としてはウォーレン・スパーンの363勝に次ぐ記録であり、戦後生まれとしてはクレメンスを抜き最多勝利投手である。同年は8勝13敗に終わり、連続2桁勝利は20年で途切れた。10月30日にFAとなり、12月5日に現役引退を表明。マイナーでも36勝しており、生涯での勝ち星は391勝にも達した。

### 引退後

マダックスのカブス在籍時の背番号「31」。
シカゴ・カブスの永久欠番に2009年指定。

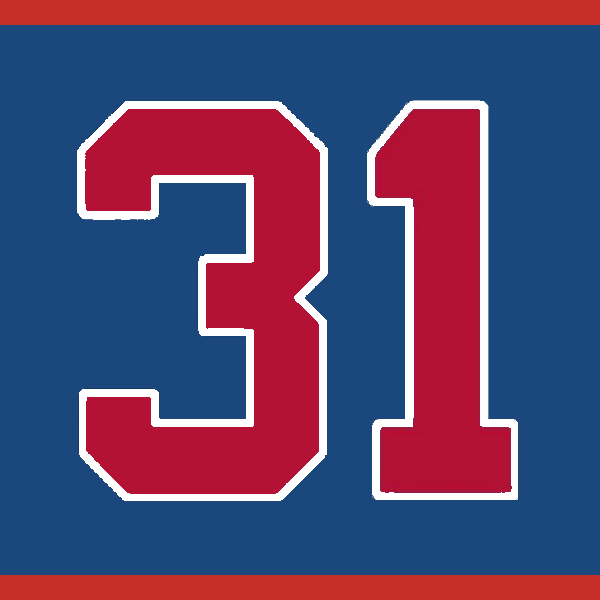
マダックスのブレーブス在籍時の背番号「31」。
アトランタ・ブレーブスの永久欠番に2009年指定。

2009年3月18日にカブスは5月3日からマダックスの在籍時の背番号『31』を、マダックス以前に同じく『31』をつけたファーガソン・ジェンキンスと連名で永久欠番に指定することを発表、4月5日に11年間在籍したブレーブスも7月17日からマダックスの在籍時の背番号『31』を永久欠番に指定することを発表した。
2010年1月11日にカブスのGM補佐に就任。2011年11月29日にカブスを離れ、レンジャーズのGM特別補佐に就任した。
2013年は第3回WBC・アメリカ合衆国代表の投手コーチを務めた。
2014年1月8日に資格取得1年目でブレーブス時代の僚友トム・グラビンと共に野球殿堂入り。得票率97.2%は歴代7位だった。レリーフには球団ロゴなしでの殿堂入りである。

## 選手としての特徴

### 投球スタイル
MLBの先発投手の中でも球速が遅く、キャリア初期に93mph（約150km/h）に達する程度であり、その後は選手生活を通じて下がり続け、最終的には86mph（約138km/h）を下回っていた。
一方で、代名詞ともいえるシンキング・ファストボール（ツーシーム系の沈む球）とサークルチェンジ、他にカットボールやスライダー、カーブを織り交ぜて投球のほぼ全てを打者の手元で微妙に動かし、打者のタイミングを外したり、バットの芯を外すピッチングが信条のグラウンドボールピッチャーである。抜群の制球力から『精密機械』と称され、ここぞというときにはフォーシームのきれいな速球やチェンジアップを際どいコースへ投げ込み三振も狙って取れる。
また、打者の心理の虚をつく頭脳的な投球スタイルや、普段は眼鏡をかけていた（後年、視力を矯正）ことから、「プロフェッサー（教授）」なるニックネームが定着している。柔和な容貌とは裏腹に闘争本能が強く、ブレーブス在籍時にチームメイトからは名前の響きからとって「マッド・ドッグ（狂犬）」と呼ばれた。
その頭脳を示すエピソードとして、2013年の第3回WBCでアメリカ合衆国代表の投手コーチを務めた時のこと。プエルトリコ戦で1点ビハインドの9回にクレイグ・キンブレルが登板した所、二死二塁となり次打者がカルロス・ベルトランであったため、ベルトランと勝負するか次打者のヤディアー・モリーナと勝負するか、マウンドに確認に向かった。マダックスが「どうする?」と尋ねるとキンブレルは「ベルトランと勝負させてください」と答えたので、「わかった。2球高めに速球を叩き込め。内野フライにしとめられる」と伝えた。キンブレルが指示通り速球を高めに投げたところ、打球は遊撃へのフライになった。キンブレルは「やっぱりあの人はただ者じゃない」と思ったという。
通算与四球率（9イニング当たりの与四球数）は1.80。シーズン与四球率でリーグトップに9度なっている。特に1997年は0.77で、2位に0.5以上の差をつけるなど数々の制球力の良さを示す記録を持つ。
マダックスの象徴的な持論として、投手にとって一番過大評価されている記録は奪三振であり、27個のアウトを27球で取るのがベストというものがある。実際、奪三振率（K/9）は最も高かった1995年でも7.77、多くのシーズンは7を切る水準だった。また、打者との勝負よりも試合全体の勝敗を重視しており、与故意四球数は通算177でケント・テカルヴの179に次ぐ歴代2位である。
100球未満で完封することは「マダックス」と呼ばれる。マダックス本人は13度、達成している。

### 守備力
史上最多の18回のゴールドグラブ賞に輝き、卓越した守備能力も特筆されるべき彼の特徴である。ただし、走者に対するクイックや牽制などに対しては、打者に対する投球術とは裏腹に、無関心と呼べるほど注意を払わない。これは「盗塁を許しても、点に結びつくケースは17%に過ぎない」（本人談）という統計的事実から来るものである（具体的な根拠はマダックス本人も話していないため、不明である）。
しかし、盗塁に無関心な姿勢をイチローに利用されてしまったこともある。ブレーブス時代の2003年6月15日、マリナーズとのインターリーグのことである。初回に先頭のイチローに内野安打を許し二盗された後、悪送球で三塁へ進まれ適時打で1点。
3回の打席でも内野安打を許した後、二盗、三盗と連続で盗塁され、内野ゴロの間に1点を取られ、結果的に2-1でマダックスは敗戦投手となってしまった。試合後に記者の「打ち取っていれば、たとえそれがヒットになっても、打たれたという気はしないものか?」という質問に対し、「あれで気分が良くなったと思うか? 冗談じゃない! そんな風に考えられるはずはないじゃないか」と返したという。
ゴールドグラブ賞は監督やコーチの投票で選ばれるため、連続受賞選手の中には、守備力が落ちているのに名前やイメージで選ばれるケースが少なくない。しかし2007年のマダックスの補殺数はリーグトップの51で、40歳を過ぎても優れた守備力を誇っていたことの証明である。平均的な投手の補殺数は15から20程度と言われており、平均的な守備力しか持ち合わせていなければ2007年の防御率（4.14）は5点台であったと推測され、自身の投手成績に守備力は大きく影響している。

## 詳細情報

### 年度別投手成績
| 年 度     | 球 団     | 登 板 | 先 発 | 完 投 | 完 封 | 無 四 球 | 勝 利 | 敗 戦 | セ 丨 ブ | ホ 丨 ル ド | 勝 率 | 打 者 | 投 球 回 | 被 安 打 | 被 本 塁 打 | 与 四 球 | 敬 遠 | 与 死 球 | 奪 三 振 | 暴 投 | ボ 丨 ク | 失 点 | 自 責 点 | 防 御 率 | W H I P |
| --------- | --------- | ----- | ----- | ----- | ----- | -------- | ----- | ----- | -------- | ----------- | ----- | ----- | -------- | -------- | ----------- | -------- | ----- | -------- | -------- | ----- | -------- | ----- | -------- | -------- | ------- |
| 1986      | CHC       | 6     | 5     | 1     | 0     | 0        | 2     | 4     | 0        | --          | .333  | 144   | 31.0     | 44       | 3           | 11       | 2     | 1        | 20       | 2     | 0        | 20    | 19       | 5.52     | 1.77    |
| 1987      | CHC       | 30    | 27    | 1     | 1     | 0        | 6     | 14    | 0        | --          | .300  | 701   | 155.2    | 181      | 17          | 74       | 13    | 4        | 101      | 4     | 7        | 111   | 97       | 5.61     | 1.64    |
| 1988      | CHC       | 34    | 34    | 9     | 3     | 1        | 18    | 8     | 0        | --          | .692  | 1047  | 249.0    | 230      | 13          | 81       | 16    | 9        | 140      | 3     | 6        | 97    | 88       | 3.18     | 1.25    |
| 1989      | CHC       | 35    | 35    | 7     | 1     | 0        | 19    | 12    | 0        | --          | .613  | 1002  | 238.1    | 222      | 13          | 82       | 13    | 6        | 135      | 5     | 3        | 90    | 78       | 2.95     | 1.28    |
| 1990      | CHC       | 35    | 35    | 8     | 2     | 1        | 15    | 15    | 0        | --          | .500  | 1011  | 237.0    | 242      | 11          | 71       | 10    | 4        | 144      | 3     | 3        | 116   | 91       | 3.46     | 1.32    |
| 1991      | CHC       | 37    | 37    | 7     | 2     | 3        | 15    | 11    | 0        | --          | .577  | 1070  | 263.0    | 232      | 18          | 66       | 9     | 6        | 198      | 6     | 3        | 113   | 98       | 3.35     | 1.13    |
| 1992      | CHC       | 35    | 35    | 9     | 4     | 0        | 20    | 11    | 0        | --          | .645  | 1061  | 268.0    | 201      | 7           | 70       | 7     | 14       | 199      | 5     | 0        | 68    | 65       | 2.18     | 1.01    |
| 1993      | ATL       | 36    | 36    | 8     | 1     | 2        | 20    | 10    | 0        | --          | .667  | 1064  | 267.0    | 228      | 14          | 52       | 7     | 6        | 197      | 5     | 1        | 85    | 70       | 2.36     | 1.05    |
| 1994      | ATL       | 25    | 25    | 10    | 3     | 6        | 16    | 6     | 0        | --          | .727  | 774   | 202.0    | 150      | 4           | 31       | 3     | 6        | 156      | 3     | 1        | 44    | 35       | 1.56     | 0.90    |
| 1995      | ATL       | 28    | 28    | 10    | 3     | 6        | 19    | 2     | 0        | --          | .905  | 785   | 209.2    | 147      | 8           | 23       | 3     | 4        | 181      | 1     | 0        | 39    | 38       | 1.63     | 0.81    |
| 1996      | ATL       | 35    | 35    | 5     | 1     | 2        | 15    | 11    | 0        | --          | .577  | 978   | 245.0    | 225      | 11          | 28       | 11    | 3        | 172      | 4     | 0        | 85    | 74       | 2.72     | 1.03    |
| 1997      | ATL       | 33    | 33    | 5     | 2     | 4        | 19    | 4     | 0        | --          | .826  | 893   | 232.2    | 200      | 9           | 20       | 6     | 6        | 177      | 0     | 0        | 58    | 57       | 2.20     | 0.95    |
| 1998      | ATL       | 34    | 34    | 9     | 5     | 4        | 18    | 9     | 0        | --          | .667  | 987   | 251.0    | 201      | 13          | 45       | 10    | 7        | 204      | 4     | 0        | 75    | 62       | 2.22     | 0.98    |
| 1999      | ATL       | 33    | 33    | 4     | 0     | 1        | 19    | 9     | 0        | 0           | .679  | 940   | 219.1    | 258      | 16          | 37       | 8     | 4        | 136      | 1     | 0        | 103   | 87       | 3.57     | 1.34    |
| 2000      | ATL       | 35    | 35    | 6     | 3     | 1        | 19    | 9     | 0        | 0           | .679  | 1012  | 249.1    | 225      | 19          | 42       | 12    | 10       | 190      | 1     | 2        | 91    | 83       | 3.00     | 1.07    |
| 2001      | ATL       | 34    | 34    | 3     | 3     | 1        | 17    | 11    | 0        | 0           | .607  | 927   | 233.0    | 220      | 20          | 27       | 10    | 7        | 173      | 2     | 0        | 86    | 79       | 3.05     | 1.06    |
| 2002      | ATL       | 34    | 34    | 0     | 0     | 0        | 16    | 6     | 0        | 0           | .727  | 820   | 199.1    | 194      | 14          | 45       | 7     | 4        | 118      | 1     | 0        | 67    | 58       | 2.62     | 1.20    |
| 2003      | ATL       | 36    | 36    | 1     | 0     | 0        | 16    | 11    | 0        | 0           | .593  | 901   | 218.1    | 225      | 24          | 33       | 7     | 8        | 124      | 3     | 0        | 112   | 96       | 3.96     | 1.18    |
| 2004      | CHC       | 33    | 33    | 2     | 1     | 2        | 16    | 11    | 0        | 0           | .593  | 872   | 212.2    | 218      | 35          | 33       | 4     | 9        | 151      | 2     | 0        | 103   | 95       | 4.02     | 1.18    |
| 2005      | CHC       | 35    | 35    | 3     | 0     | 1        | 13    | 15    | 0        | 0           | .464  | 936   | 225.0    | 239      | 29          | 36       | 4     | 7        | 136      | 8     | 0        | 112   | 106      | 4.24     | 1.22    |
| 2006      | CHC       | 22    | 22    | 0     | 0     | 0        | 9     | 11    | 0        | 0           | .450  | 572   | 136.1    | 153      | 14          | 23       | 3     | 0        | 81       | 0     | 0        | 78    | 71       | 4.69     | 1.29    |
| 2006      | LAD       | 12    | 12    | 0     | 0     | 0        | 6     | 3     | 0        | 0           | .667  | 290   | 73.2     | 66       | 6           | 14       | 4     | 0        | 36       | 0     | 0        | 31    | 27       | 3.30     | 1.09    |
| '06計     | LAD       | 34    | 34    | 0     | 0     | 0        | 15    | 14    | 0        | 0           | .517  | 862   | 210.0    | 219      | 20          | 37       | 7     | 0        | 117      | 0     | 0        | 109   | 98       | 4.20     | 1.22    |
| 2007      | SD        | 34    | 34    | 1     | 0     | 1        | 14    | 11    | 0        | 0           | .560  | 830   | 198.0    | 221      | 14          | 25       | 3     | 6        | 104      | 5     | 0        | 92    | 91       | 4.14     | 1.24    |
| 2008      | SD        | 26    | 26    | 0     | 0     | 0        | 6     | 9     | 0        | 0           | .400  | 638   | 153.1    | 161      | 16          | 26       | 4     | 5        | 80       | 2     | 2        | 80    | 68       | 3.99     | 1.22    |
| 2008      | LAD       | 7     | 7     | 0     | 0     | 0        | 2     | 4     | 0        | 0           | .333  | 166   | 40.2     | 43       | 5           | 4        | 1     | 1        | 18       | 0     | 0        | 25    | 23       | 5.09     | 1.16    |
| '08計     | LAD       | 33    | 33    | 0     | 0     | 0        | 8     | 13    | 0        | 0           | .381  | 804   | 194.0    | 204      | 21          | 30       | 5     | 6        | 98       | 2     | 2        | 105   | 91       | 4.22     | 1.21    |
| MLB：23年 | MLB：23年 | 744   | 740   | 109   | 35    | 36       | 355   | 227   | 0        | 0           | .610  | 20421 | 5008.1   | 4726     | 353         | 999      | 177   | 137      | 3371     | 70    | 28       | 1981  | 1756     | 3.16     | 1.14    |

- 各年度の太字はリーグ最高

### 年度別守備成績
| 年 度 | 球 団 | 投手（P） | 投手（P） | 投手（P） | 投手（P） | 投手（P） | 投手（P） |
| 年 度 | 球 団 | 試 合     | 刺 殺     | 補 殺     | 失 策     | 併 殺     | 守 備 率  |
| ----- | ----- | --------- | --------- | --------- | --------- | --------- | --------- |
| 1986  | CHC   | 6         | 1         | 6         | 1         | 0         | .875      |
| 1987  | CHC   | 30        | 16        | 50        | 4         | 7         | .943      |
| 1988  | CHC   | 34        | 28        | 45        | 3         | 3         | .961      |
| 1989  | CHC   | 35        | 35        | 41        | 3         | 4         | .976      |
| 1990  | CHC   | 35        | 39        | 55        | 0         | 6         | 1.000     |
| 1991  | CHC   | 37        | 39        | 50        | 2         | 5         | .978      |
| 1992  | CHC   | 35        | 30        | 64        | 3         | 1         | .969      |
| 1993  | ATL   | 36        | 39        | 59        | 7         | 5         | .933      |
| 1994  | ATL   | 25        | 20        | 38        | 4         | 4         | .935      |
| 1995  | ATL   | 28        | 18        | 53        | 0         | 3         | 1.000     |
| 1996  | ATL   | 35        | 37        | 71        | 1         | 6         | .991      |
| 1997  | ATL   | 33        | 16        | 49        | 3         | 3         | .956      |
| 1998  | ATL   | 34        | 31        | 63        | 4         | 5         | .959      |
| 1999  | ATL   | 33        | 29        | 58        | 4         | 3         | .956      |
| 2000  | ATL   | 35        | 25        | 68        | 2         | 5         | .979      |
| 2001  | ATL   | 34        | 19        | 54        | 1         | 3         | .986      |
| 2002  | ATL   | 34        | 21        | 48        | 1         | 3         | .986      |
| 2003  | ATL   | 36        | 13        | 58        | 2         | 5         | .973      |
| 2004  | CHC   | 33        | 21        | 55        | 1         | 3         | .987      |
| 2005  | CHC   | 35        | 19        | 49        | 3         | 6         | .958      |
| 2006  | CHC   | 22        | 8         | 35        | 0         | 3         | 1.000     |
| 2006  | LAD   | 12        | 6         | 17        | 0         | 6         | 1.000     |
| '06計 | LAD   | 34        | 14        | 52        | 0         | 9         | 1.000     |
| 2007  | SD    | 34        | 19        | 51        | 1         | 5         | .986      |
| 2008  | SD    | 26        | 13        | 45        | 2         | 3         | .967      |
| 2008  | LAD   | 7         | 4         | 12        | 1         | 1         | .941      |
| '08計 | LAD   | 33        | 17        | 57        | 3         | 4         | .961      |
| MLB   | MLB   | 744       | 546       | 1194      | 53        | 98        | .970      |

- 各年度の太字はリーグ最高
- 赤文字はMLBの投手における歴代最高
- 各年度の太字年はゴールドグラブ賞受賞

### タイトル
- 最多勝利：3回（1992年、1994年、1995年）
- 最優秀防御率：4回（1993年 - 1995年、1998年）

### 表彰
- サイ・ヤング賞：4回（1992年 - 1995年）
- ゴールドグラブ賞（投手部門）：18回（1990年 - 2002年、2004年 - 2008年）
- ピッチャー・オブ・ザ・マンス：10回（1988年6月、1993年8月、1995年7月・9月、1998年6月、1999年8月、2000年9月、2001年6月・7月、2006年4月）
- フィールディング・バイブル・アワード：1回（2006年）

### 記録
- MLBオールスターゲーム選出：8回（1988年、1992年、1994年 - 1998年、2000年）

### 背番号
- 31（1986年 - 2006年途中）※シカゴ・カブス[注 1]、アトランタ・ブレーブスの永久欠番
- 36（2006年途中 - 同年終了、2008年途中 - 同年終了）
- 30（2007年 - 2008年途中）